# Corrala de Santiago

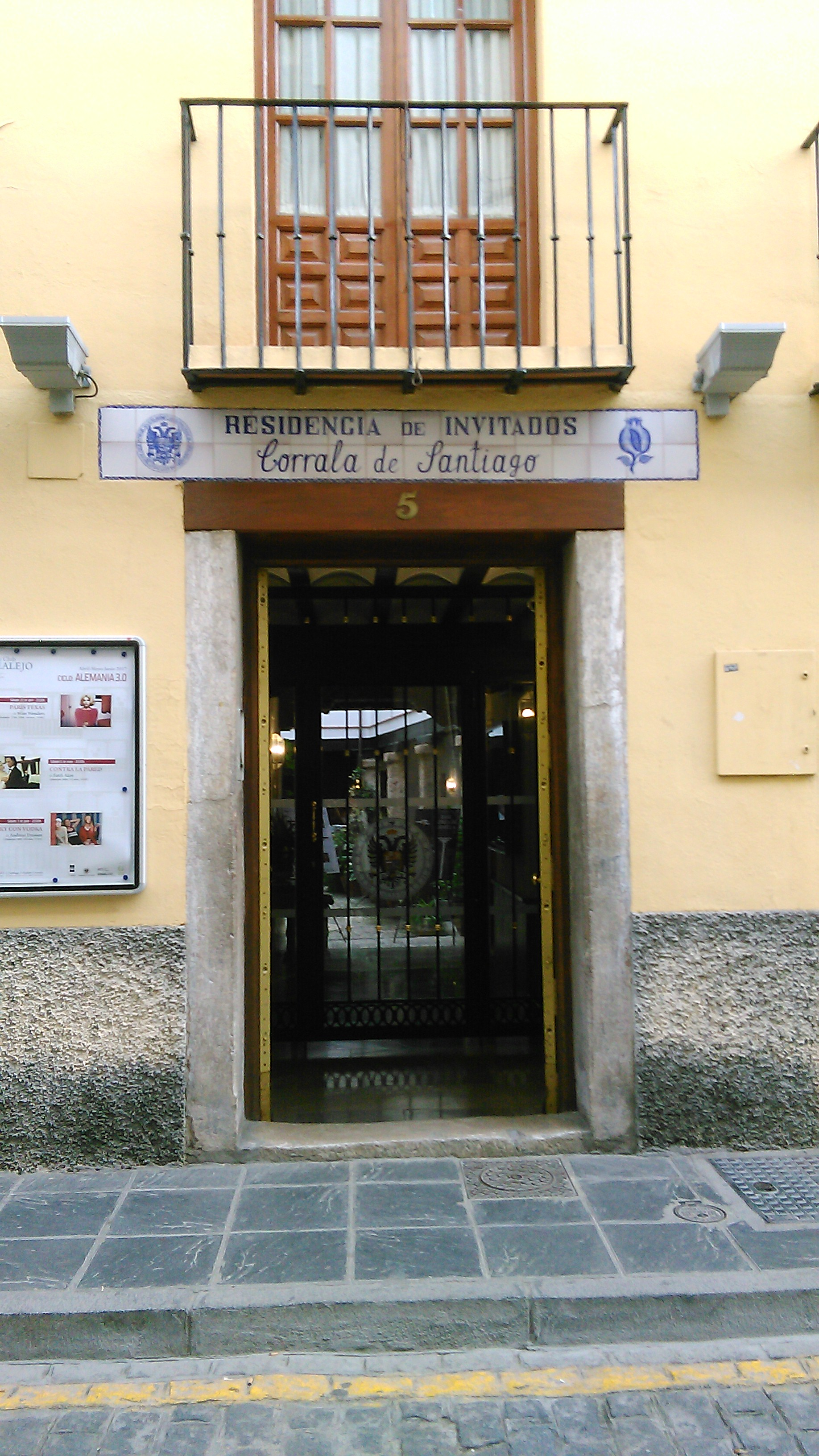
Portada del edificio de la Corrala de Santiago

La Corrala de Santiago es un edificio de usos múltiples situado en la ciudad española de Granada y propiedad de la Universidad de Granada, que está ubicado la zona del Campus Centro. Constituye un claro ejemplo de arquitectura doméstica granadina del siglo XVI. Muestra casi única de una tipología muy extendida en el Realejo.
Tras una dilatada actividad como inmueble de renta, fue cedido en 1991 a la Universidad de Granada, año en que se finaliza su adecuación para servir como residencia temporal de profesorado y alumnado, aunque esta función se ha ido ampliando a lo largo de los años con la realización de actividades como exposiciones, teatro y conciertos que hoy la configuran como uno de los más representativos centros culturales de la universidad.
Su planta se configura en torno a un patio rectangular, rodeado de galerías abiertas sustentadas en la planta baja por pilares de base cuadrada tallados en piedra caliza sobre los que se asientan zapatas de madera lobuladas y de cartela invertida. En los dos pisos superiores, estos son sustituidos por pies derechos con zapatas que en ocasiones aparecen talladas según la tradición mudéjar de la ciudad. Las techumbres de las galerías, realizadas en madera en forma de alfarje son también fruto de la carpintería granadina. Contigua a esta se halla otra vivienda de similares características, pero de mayor simplicidad.